# Asaphomorpha latipennis
Asaphomorpha latipennis är en skalbaggsart som beskrevs av Leon Fairmaire 1904. Asaphomorpha latipennis ingår i släktet Asaphomorpha och familjen Melolonthidae. Inga underarter finns listade.